# Daphnella monocincta
Daphnella monocincta é uma espécie de gastrópode do gênero Daphnella, pertencente à família Raphitomidae.